# Diana (Rozvadov)

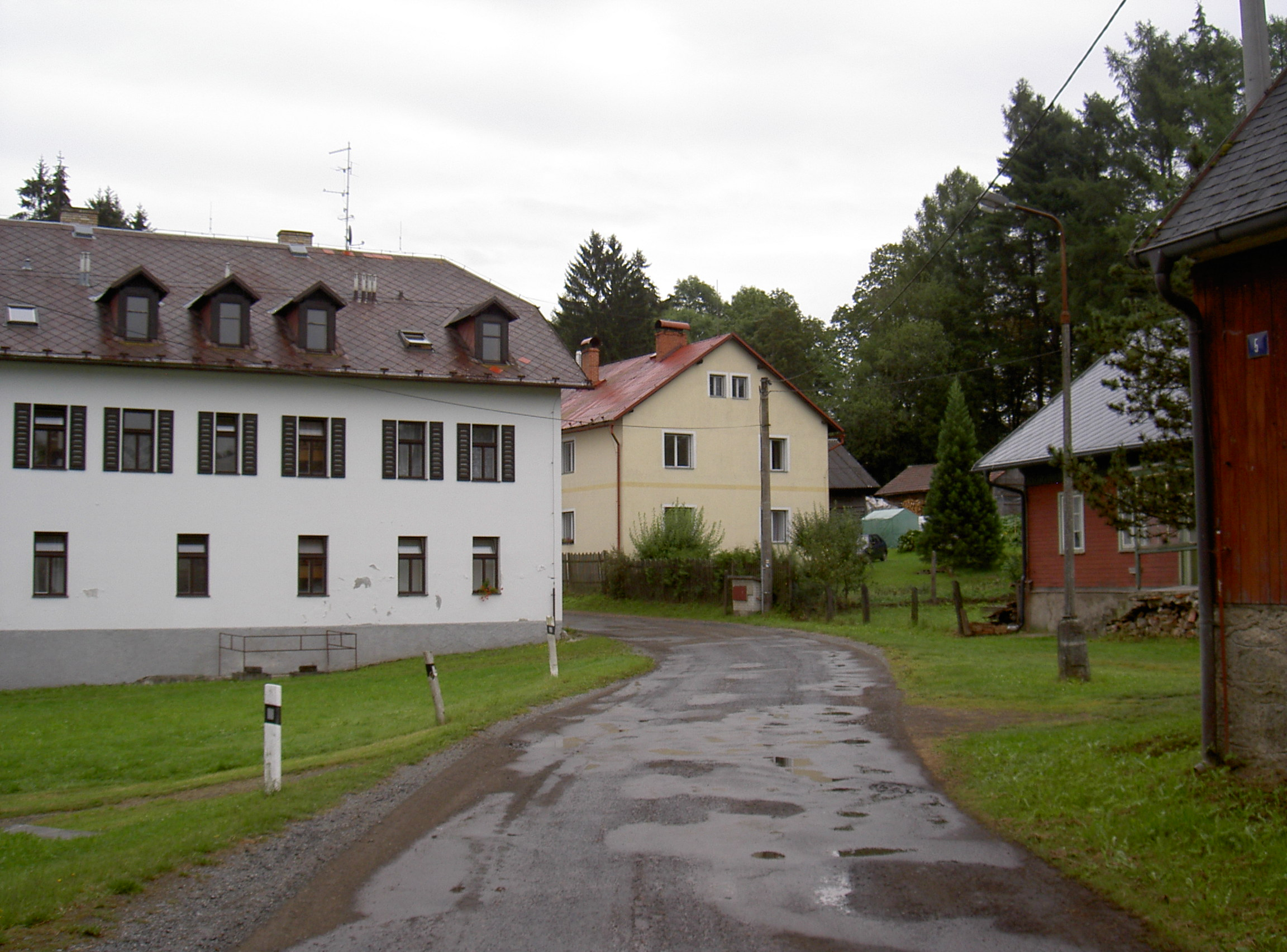
Häuser in Diana

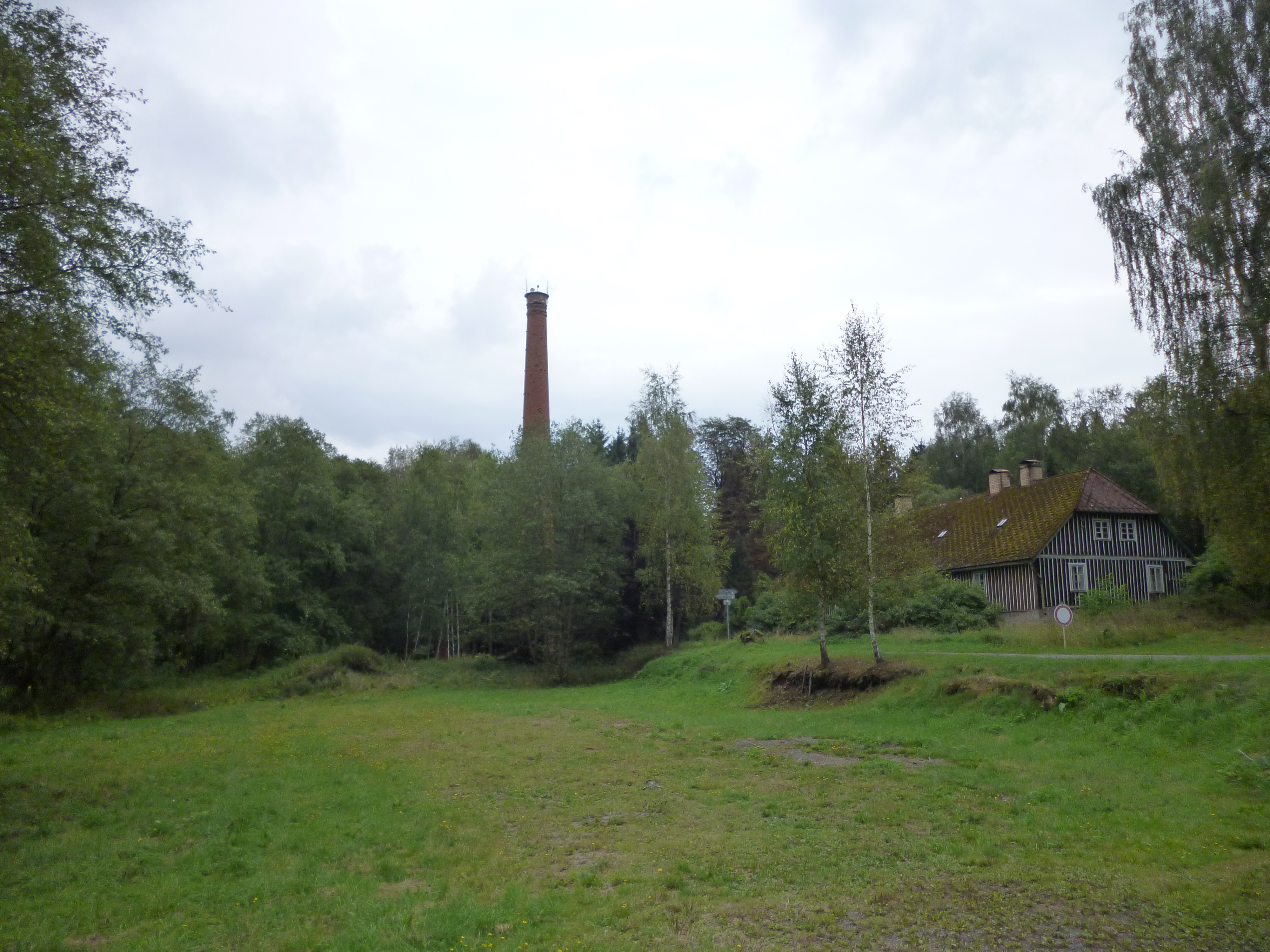
Schornstein des ehemaligen Holzverarbeitungsbetriebs

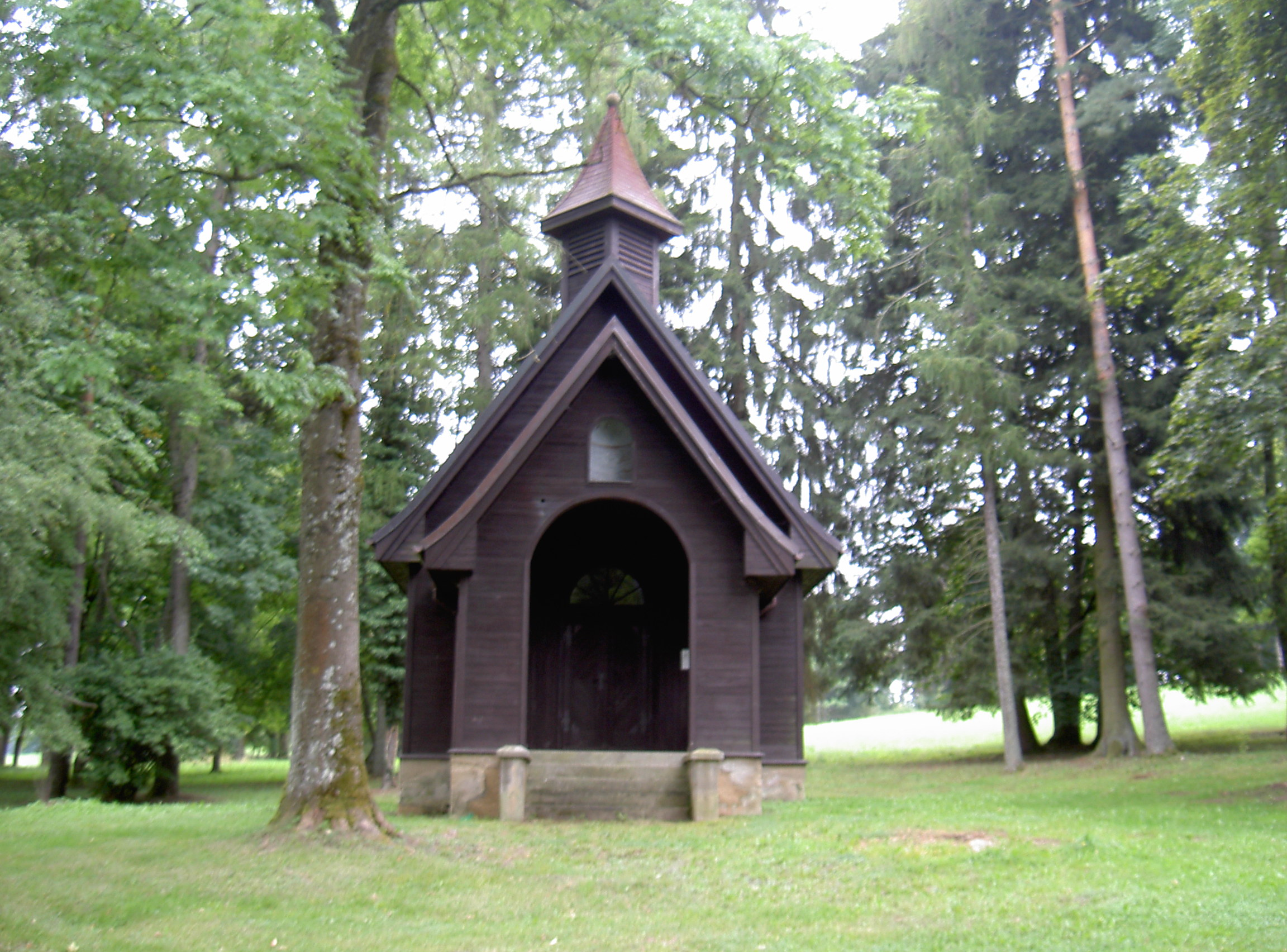
Kapelle der Muttergottes und der hl. Sophia im Schlosspark

Diana, bis 1948 Dianaberg, ist ein Ortsteil der Gemeinde Rozvadov (Roßhaupt) in Tschechien. Er liegt etwa 7,5 Kilometer südöstlich von Rozvadov nahe der Grenze zu Deutschland und gehört zum Okres Tachov.

## Geographie
Der von ausgedehnten Wäldern umgebene Weiler Diana befindet sich linksseitig über dem Tal des Kateřinský potok (Katharinabach) auf einer halbkreisförmigen Rodungsfläche im böhmischen Teil des Oberpfälzer Waldes (Český les). Nördlich erheben sich der Javoří (Ahornberg, 526 m n.m.) und der Šestý železný hamr (Bärenwinkel, 522 m n.m.), im Nordosten die Tomáška (Tomaschkaberg, 631 m n.m.), der Suchý kopec (Dürrenberg, 616 m n.m.) und der V Bučině (571 m n.m.), östlich die Kamenice (655 m n.m.), im Südosten der Bukáč (571 m n.m.), südlich der Schlossberg (552 m n.m.) mit dem Jagdschloss Diana, im Westen der Třískolupský vrch (Drißglobener Berg, 533 m n.m.) sowie im Nordwesten der Jelení vrch (Großer Berg, 613 m n.m.). Am Hang des Třískolupský vrch erstreckt sich das Naturreservat Diana. Durch den Ort führt die Kolowratova naučná stezka (Kolowrat-Lehrpfad). Diana liegt im Landschaftsschutzgebiet Český les.
Nachbarorte sind Robenava (Rabenau) und Svatá Kateřina (Sankt Katharina) im Norden, Šestý Železný Hamr (Sechster Hammer), Milíře (Brand), Mílov (Mühlloh), Přimda (Pfraumberg) und Málkov (Molgau) im Nordosten, Rájov (Rail), Svatá Apolena (St. Apollonia), Novohradský (Nowohradsky) und Nová Ves (Neudorf) im Osten, Mlýnské Domky (Mühlhäuseln) im Südosten, Železná (Eisendorf) im Süden, Eslarn, Büchelberg, Torfhäusl, Öd und Pfrentschweiher im Südwesten, Rybničná (Weiherwiesenhaus), Pfrentsch und Waidhaus im Westen sowie Střeble (Ströbl), Oberströbl, Grafenau, Polesí (Zirk) und Rozvadov im Nordwesten.

## Geschichte
Der an der böhmisch-bayrischen Grenze gelegene Czirkwald gehörte ursprünglich zu den Gütern der Burg Pfraumberg. Im Jahre 1675 kaufte der Besitzer der Fideikommissgüter Meierhöfen und Minichsfeld Johann Wenzel von Kolowrat-Nowohradsky (Jan Václav Novohradský z Kolowrat, 1638–1690) die Herrschaft Pfraumberg mit der verfallenen Burg Pfraumberg sowie den zugehörigen Ortschaften und vereinigte sie mit Meierhöfen. Sein Sohn František Zdeňek (1659–1716) und sein Enkel František Václav (1689–1738) ließen in der ersten Hälfte des 18. Jahrhunderts auf einer Kuppe in dem Waldgebiet - vermutlich nach Plänen des böhmischen Architekten Johann Blasius Santini-Aichl - das Jagdschloss Dianaberg erbauen. Zuvor bestand in der Gegend lediglich eine Glashütte am Katharinabach. Das Jagdschloss Dianaberg wurde 1742 erstmals schriftlich erwähnt und diente der Familie Kolowrat-Nowohradsky neben dem Schloss Groß Maierhöfen als Wohnsitz. Zeitnah mit dem Schlossbau entstanden am Fuße des Schlossberges ein Meierhof und eine von herrschaftlichen Bediensteten bewohnte kleine Ansiedlung. 1785 standen in Dianaberg 14 Häuser. Zwecks Vergrößerung des herrschaftlichen Tiergartens siedelte Franz Anton von Kolowrat-Nowohradsky einige Familien aus Dianaberg um und gründete 1788 dazu am Weg nach Neudorf das neue Dorf Nowohradsky. Am 25. Mai 1830 hinterließ ein Orkan schwere Schäden im Dianaberger Forst; dabei wurden innerhalb weniger Minuten 200.000 Klafter Stammholz entwurzelt oder umgebrochen.
Im Jahre 1835 bestand das im Pilsner Kreis gelegene Dorf Dianaberg aus 15 Häusern mit 179 deutschsprachigen Einwohnern. Im Ort gab es ein herrschaftliches Jagdschloss mit Tiergarten, einen herrschaftlichen Meierhof, eine Forstmeisterei, eine Fluss- und Pechsiederei und eine Bierschänke. Nach Dianaberg konskribiert waren zwei einschichtige Hegerhäuser: das Lohhaus (auch Tieflohhaus bzw. Berghäusel) und das Weiherhaus (auch Wiesenweiherhaus bzw. Rybničná) am Pfrentschweiher. Dianaberg war Sitz des herrschaftlichen Dianaberger Forstreviers. Pfarrort war Wußleben. Bis zur Mitte des 19. Jahrhunderts blieb das Dorf der Fideikommissherrschaft Maierhöfen mit Pfraumberg untertänig, Besitzer waren die Grafen Kolowrat-Krakowsky. 
Nach der Aufhebung der Patrimonialherrschaften bildete Dianaberg ab 1849 einen Ortsteil der Gemeinde Neudorf / Nová Ves im Gerichtsbezirk Pfraumberg. Ab 1869 gehörte Dianaberg zum Bezirk Tachau. Zu dieser Zeit hatte das Dorf 205 Einwohner und bestand aus 43 Häusern. Die Gräflich Kolowratschen Forstbetriebe betrieben in Dianaberg ein Sägewerk. Im Jahre 1900 lebten in Dianaberg 167 Personen, 1910 waren es 187. Ab 1907 war das Jagdschloss ständiger Wohnsitz der Grafen Kolowrat-Krakowsky. Nach dem Zusammenbruch der k.k. Monarchie wurde das Dorf 1918 Teil der neu gebildeten Tschechoslowakei. Beim Zensus von 1921 lebten in den 15 Häusern der Ansiedlung 193 Personen, darunter 189 Deutsche und ein Tscheche. Im Jahre 1930 hatte der aus 18 Häusern bestehende Ort 179 Einwohner. Heinrich (Jindřich) Kolowrat-Krakowsky ließ um 1930 in Dianaberg ein neues Dampfsägewerk errichten. 1932 wurde das Sägewerk unter der Firmierung "Západočeské lesní podniky J. Kolowrat, Dianaberg" / "Westböhmische Forstbetriebe J. Kolowrat, Dianaberg" zu einem auf den Bau von Holzhäusern spezialisierte Holzverarbeitungsbetrieb erweitert. Ende der 1930er Jahre hatte das Unternehmen 600 Beschäftigte und fertigte sowohl einfache Häuser als auch Villen. In Folge des Münchner Abkommens wurde das Dorf im Oktober 1938 dem Deutschen Reich zugeschlagen und gehörte bis 1945 zum Landkreis Tachau. Nach der Einziehung des Besitzes von Jindřich Kolowrat-Krakowsky durch die Reichsfinanzverwaltung im November 1942 firmierte das Unternehmen als Forstbetriebe Dianaberg - Reichseinziehungsvermögen. Nach dem Ende des Zweiten Weltkrieges wurde Dianaberg wieder Teil der Tschechoslowakei. Die deutschböhmische Bevölkerung wurde vertrieben und das Dorf mit Tschechen wiederbesiedelt. 1948 erfolgte die Umbenennung des Ortes in Diana. Im Jahre 1950 lebten in den 16 Häusern von Diana 232 Personen. Der Holzverarbeitungsbetrieb wurde 1950 liquidiert, die Maschinen wurde in die Slowakei verbracht. Zum 1. Juli 1960 wurde Diana von Nová Ves abgetrennt und nach Rozvadov umgemeindet. Im Jahre 1970 hatte Diana 189 Einwohner. Im Jahre 1991 lebten in den 16 Wohnhäusern von Diana 100 Personen. Beim Zensus von 2011 bestand die Ansiedlung aus elf Häusern und hatte 27 Einwohner.

### Waldbahnprojekt Dianaberg - Pfrentsch/Fischbrücke
Leopold Philipp Kolowrat-Krakowsky verhandelte ab 1907 zum Zweck der Holzabfuhr aus seinen umfangreichen Wäldern wegen des Baus einer grenzüberschreitenden Eisenbahn von Haid über Pfraumberg, Dianaberg (mit Verladestelle) und Roßhaupt nach Waidhaus. Eine am 20. Dezember 1907 durch Leopold Philipp Kolowrat-Krakowsky, Adolf Bachmann und Viktor Michl im Abgeordnetenhaus eingebrachte diesbezügliche Resolution fand eine parlamentarische Mehrheit. Nach Leopold Philipp Kolowrat-Krakowskys Tod im Jahre 1910 wurde dieses Eisenbahnprojekt jedoch nicht weiter verfolgt. 
Sein Sohn Sascha änderte diese Pläne ab 1911 eine schmalspurige Waldbahn von Pfrentsch nach Dianaberg. 1917 reichten die Gräflich Kolowratschen Forstbetriebe die 1914 durch die Prager Niederlassung von Orenstein & Koppel erstellten Pläne für eine ausschließlich zur Holzabfuhr bestimmte Industriebahn mit 760 mm-Spurweite, die von der Ladestelle Pfrentsch der k.b. Lokalbahn Neustadt a.d. Waldnaab-Eslarn über 12,15 km entlang der Pfreimd und des Katharinabaches zur Dampfsäge am Löblhaus (U Löblů) führen sollte, bei der Bezirkshauptmannschaft Tachau und dem bayrischen Amtsgericht Vohenstrauß ein. Teil des Projekts waren zudem zwei Anschlussgleise: das eine bei km 5,364 vom Wiesenweiherhaus (Rybničná) über 4,66 km nach Nowohradsky (Novohradský), das andere mit einer Länge von 400 m bei km 8,95 von der Straßenbrücke über den Katharinabach zum Sägewerk Dianaberg. Für den Betrieb war eine Montania-Motor-Lokomotive mit Lang- und Scheitholztransportwagen vorgesehen. Die Königliche Eisenbahndirektion Regensburg bemängelte am 16. April 1917 zum einen die Unvollständigkeit der eingereichten Projektunterlagen und andererseits die geplante Trassenführung zur Ladestelle Pfrentsch. Die Regierung der Oberpfalz gab am 25. Mai 1917 bekannt, dass keine Einwände gegen das Industriebahnprojekt bestünden. Während der böhmische Teil der geplanten Schmalspurbahnstrecke fast ausschließlich über Fluren der Kolowrat´schen Grundherrschaft Maierhöfen mit Pfraumberg verlief, erwiesen sich die Verhandlungen mit den bayerischen Grundbesitzern wegen Pacht der für die Trassenführung benötigten Flächen als zäh und wenig erfolgreich. 
Auf böhmischen Gebiet begannen die Gräflich Kolowratschen Forstbetriebe nach dem Ende des Ersten Weltkrieges mit dem Bau der Waldbahn. Wegen der noch immer nicht geklärten Grundstückspachtung in Bayern wurde der Trassenabschnitt über Grenze nach der Ladestelle Pfrentsch bis auf weiteres nicht weiter verfolgt und die Bahnstrecke stattdessen bis in den Wald Schachthau nahe der bayerischen Grenze bei Ströbl hergestellt. Dieser neue Trassenabschnitt sollte schließlich noch 250 m durch den der Marktgemeinde Waidhaus gehörigen Waidhauser Gemeindewald und bei der Fischbrücke über den Rehlingbach nach Bayern geführt werden, wo beim Kagererholz ein Lagerplatz vorgesehen war, von dem das Holz durch Fuhrwerke zum Verladebahnhof Waidhaus an der Lokalbahn Neustadt a.d. Waldnaab-Eslarn transportiert werden sollte. Die Gräflich Kolowratschen Forstbetriebe sicherten der Gemeinde Waidhaus die Unterhaltung der Straße von der Fischbrücke nach der Staatsstraße bei Waidhaus zu. Der Marktgemeinderat stimmte am 27. September 1924 der Verpachtung einer vier Meter breiten Schneise durch den böhmischen Gemeindewald auf 20 Jahre an die Kolowratschen Forstbetriebe zu.
Auf Grund der Weigerung von Grundbesitzern aus Waidhaus zur Überlassung der für die Errichtung des kurzen Trassenstückes von der Fischbrücke bis an das Kagererholz einschließlich des Lagerplatzes benötigten Flächen blieb das Waldbahnprojekt unvollendet. Bis 1927 verhandelten Sascha Kolowrat-Krakowsky und sein Bevollmächtigter, Wiesenbauingenieur Wilhelm Kempf von der Forstdirektion Dianaberg mit Unterstützung des Bürgermeisters und des Gemeinderats von Waidhaus ergebnislos mit sieben Waidhauser Grundbesitzern. Die Marktgemeinde Waidhaus konstatierte im Januar 1928 gegenüber dem Bezirksamt Vohenstrauß die vertane Chance zum Ausbau des seit der Stilllegung der Glashütte Frankenreuth von hoher Arbeitslosigkeit und geringer Wirtschaftskraft betroffenen Ortes als Holzsammelplatz für den böhmischen Teil des Oberpfälzer Waldes. Die Reichsbahndirektion Regensburg forderte die Regierung der Oberpfalz am 18. Mai 1928 auf, die Verhandlungen wegen der Kolowratschen Waldbahn wieder aufzunehmen und eine Anschlussstelle nach Waidhaus oder nach Pfrentsch herzustellen. Die vom zwischenzeitlich verstorbenen Sascha Kolowrat-Krakowsky beantragte und von der Reichsbahndirektion befürwortete Expropriation der benötigten Grundstücke wurde am 10. September 1928 durch die Regierung der Oberpfalz abgelehnt, sie sah eine Lösung der Grundstücksangelegenheiten nur durch einvernehmliche Verträge machbar. Letztmals wurde die Fortführung der Waldbahn in einem Schreiben des Bezirksamtes Vohenstrauß an die Westböhmischen Forstbetriebe Jindřich Kolowrat vom 3. Oktober 1929 thematisiert. Seit dieser Zeit gilt das Waldbahnprojekt als gescheitert.

## Ortsgliederung
Der Ortsteil Diana gehört zum Katastralbezirk Rozvadov.

## Kultur und Sehenswürdigkeiten
- Hölzerne Kapelle der Muttergottes und der hl. Sophia, errichtet 1939 für Heinrich Kolowrat-Krakowsky. Sie wurde im Dianaberger Sägewerk gefertigt.
- Gedenkstein für Leopold Philipp Kolowrat-Krakowsky, nördlich des Schlosses
- Obelisk aus dem Jahre 1647, südwestlich des Schlosses
- Naturreservat Diana, am Nordosthang des Třískolupský vrch
- Dominika Kolowrat-Krakowská-Aussicht, östlich des Schlosses

### Jagdschloss Dianaberg / Diana
Das Jagdschloss befindet sich in einem großen Park, an dessen nördlicher Grenze 20 bis 30 Gebäude über die Waldlichtung verstreut sind. Der östlich des Schlosses gelegene Waldbestand soll mit einem Alter von ca. 260 Jahren der älteste des Český les sein.
Nicht verwechselt werden darf das Diana mit dem gleichnamigen, 21 Kilometer weiter südlich gelegenen, Diana (deutsch: Dianahof), Teil der Gemeinde Rybník nad Radbuzou (Kreis Domažlice).
Beide Jagdschlösser liegen nahe der deutsch-tschechischen Grenze und werden tschechisch nach der Göttin der Jagd mit Diana bezeichnet, nur die deutsche Bezeichnung unterscheidet sich. Während das Jagdschloss Dianaberg ein prächtiges Gebäude innerhalb eines kleinen Dorf ist, sind von Dianahof nur einige zerfallene Mauerreste erhalten, die sich inmitten einer unbewohnten Gegend befinden.
Beide Objekte stehen unter Denkmalschutz:
- Diana bei Rozvadov mit der Denkmal-Nummer (číslo rejstříku) ÚSKP: 41888/4-1887[7]
- Diana bei Rybník nad Radbuzou mit der Denkmal-Nummer (číslo rejstříku) ÚSKP: 29252/4-5179[8]

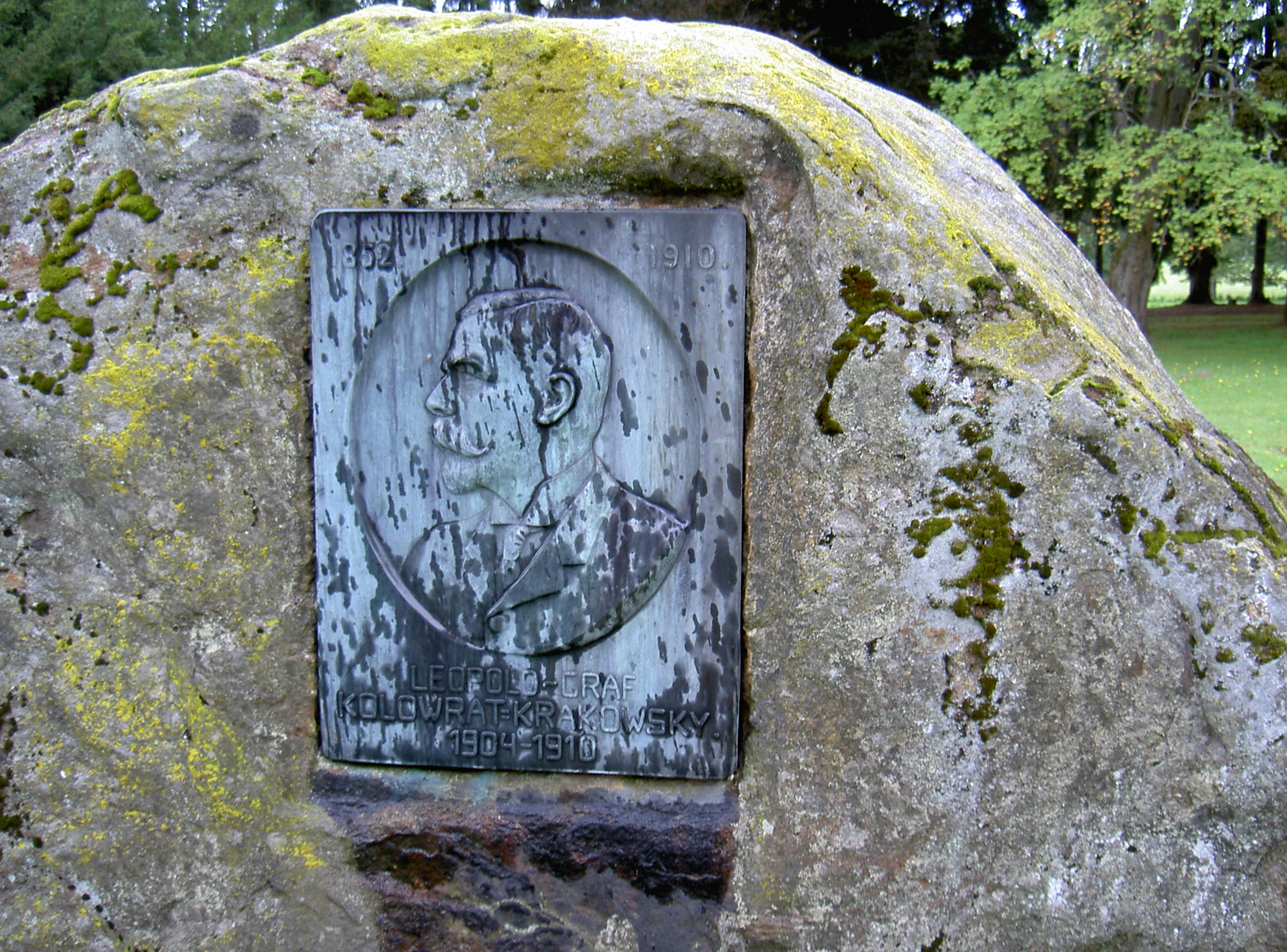
Gedenkstein für Leopold Philipp Kolowrat-Krakowsky, am Schloss

Das Jagdschloss Dianaberg befand sich nacheinander bis 1943 im Besitz von
- Franz Anton Kolowrat-Nowohradsky († 1802), letzter männlicher Angehöriger des Familienzweigs Kolowrat-Nowohradsky
- Franz Anton von Kolowrat-Liebsteinsky (1778–1861), letzter männlicher Angehöriger des Familienzweigs Kolowrat-Libštejnský
- Jan Nepomuk Karel, genannt Hanuš (1794–1872), Angehöriger des Zweigs Kolowrat-Krakowský aus Březno
- Leopold Kolowrat-Krakowský (1852–1910)
- Sascha Kolowrat-Krakowsky (1886–1927)
- Heinrich (Jindřich) Kolowrat-Krakowský (1897–1996)

1943 wurde der Besitz des Schlosses an das Deutsche Reich überführt.
Nach Ende des Zweiten Weltkrieges 1945 wurde das Schloss an Jindřich Kolowrat-Krakowský zurückerstattet. Als die Tschechoslowakei nach dem Februarputsch 1948 kommunistisch wurde, erfolgte die Enteignung und Verstaatlichung des Jagdschlosses Diana sowie der Dianaberger Wälder. Jindřich Kolowrat-Krakowsky ging 1948 mit seiner Familie ins amerikanische Exil. Ab 1960 wurde das Schloss als Altersheim genutzt.
1992 wurde das Jagdschloss an seinen inzwischen über neunzigjährigen Besitzer Jindřich Kolowrat-Krakowský zurückgegeben. Ab 2014 wurde unter Leitung von Dominika Kolowrat-Krakowská mit der Restaurierung des Jagdschloss begonnen. Heute ist das Schloss leerstehend.
Die Siedlung beim Schloss, die umliegende Region der Kolowrat-Wälder und das darin liegende Jagdrevier mit einem Wildpark und Mufflonzucht tragen ebenfalls den Namen Diana.

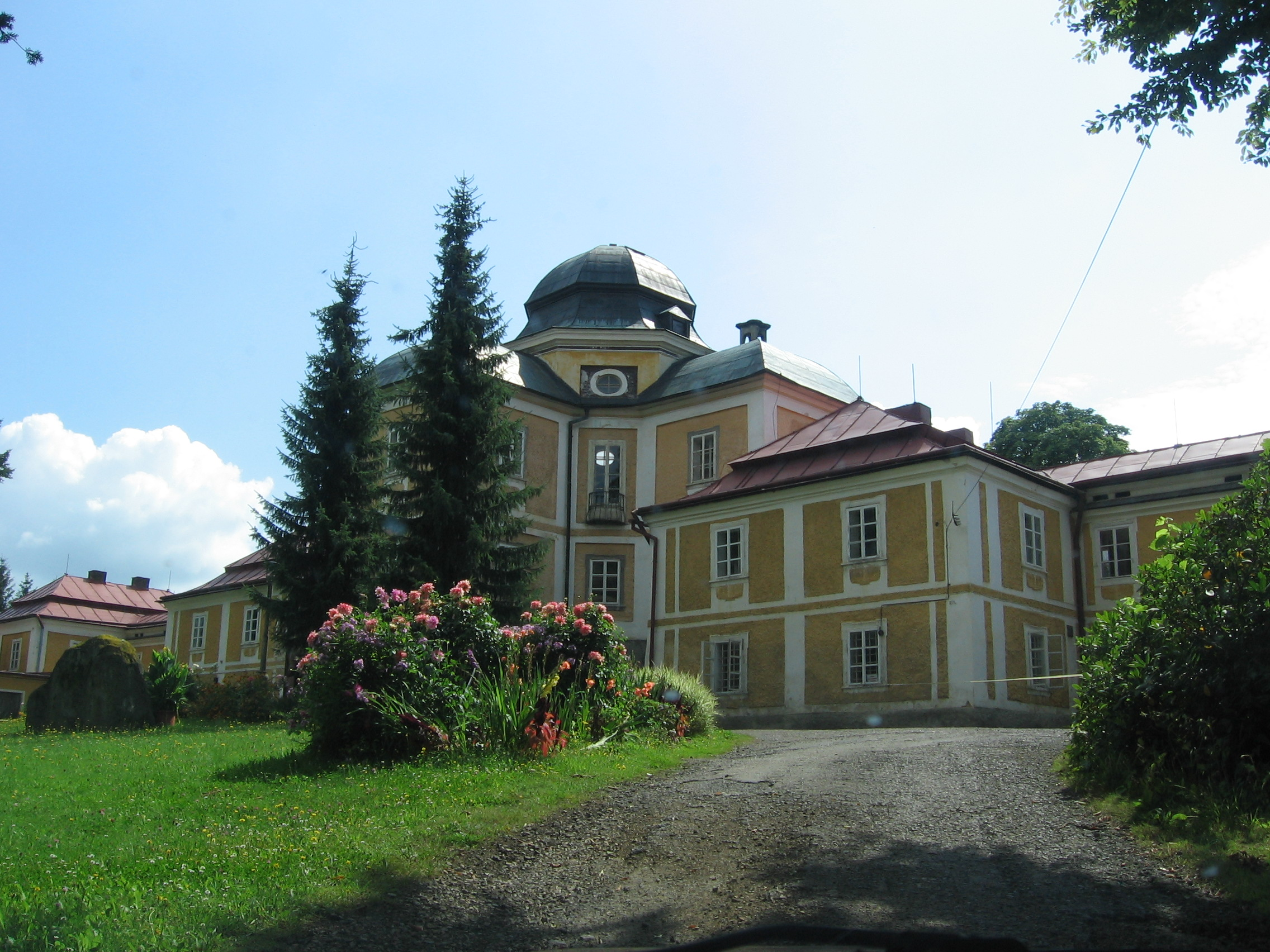
Jagdschloss Diana

#### Architektur
Das Jagdschloss hat die Form eines etwa 120 Meter langen und 20 Meter breiten Rechteckes.
Es erstreckt sich von Nordwest nach Südost auf der Kuppe eines Hügels in der Mitte eines Parks mit ungefähr 200 Metern Durchmesser.
In der Mitte des Rechteckes befindet sich ein 20 mal 20 Meter großer Barockpavillon mit dem Grundriss eines gleichschenkligen Kreuzes.
In seiner oberen Etage befinden sich Wandgemälde niederländischer Meister und Fresken mit Szenen aus dem Leben der Göttin Diana.
Er wird von einer Kuppel gekrönt, auf der sich die Metallstatue eines sitzenden Hirsches befindet.
Zwei gedeckte Steinbrücken führen vom Zentralpavillon links und rechts zu den Seitenflügeln, die aus etwa 20 mal 20 Meter großen Gebäuden bestehen.
Das ganze Gebäude wurde ab 2014 restauriert.